# Бельговское сельское поселение
Бельговское се́льское поселе́ние — муниципальное образование в Комсомольском районе Хабаровского края Российской Федерации. 
Образовано в 2004 году.
Административный центр — село Бельго.

## Население
| 2010 | 2011 | 2012 | 2013 | 2014 | 2015 | 2016 |
| ---- | ---- | ---- | ---- | ---- | ---- | ---- |
| 384  | ↗387 | ↘370 | ↘352 | ↘324 | ↘276 | ↘265 |
| 2017 | 2018 | 2019 | 2020 | 2021 |      |      |
| ↘262 | ↘248 | ↗251 | ↘240 | ↗302 |      |      |

## Населённые пункты
В состав поселения входят 2 населённых пункта:
| № | Населённый пункт                       | Тип  | Население |
| - | -------------------------------------- | ---- | --------- |
| 1 | Бельго                                 | село | ↘302      |
| 2 | Пионерский лагерь имени Олега Кошевого | село | ↘0        |